# Yell/Joyful
«Yell/Joyful» es el decimoquinto sencillo (sencillo doble) de la banda japonesa Ikimono Gakari, lanzado el 23 de septiembre de 2009, para formar parte de su cuarto álbum Hajimari No Uta.

## Canciones
1. Yell
2. Joyful (じょいふる)
3. Yell: Instrumental
4. Joyful: Instrumental